# Stazione di Cappuccini
La stazione di Cappuccini è stata una fermata ferroviaria posta lungo la ferrovia Cumana, a servizio del quartiere Cappuccini di Pozzuoli.

## Storia
La stazione fu teatro di un incidente il 22 luglio 1972, dove uno scontro frontale tra due treni causò la morte di 5 persone e oltre 200 feriti.
Nell'ambito del raddoppio della linea tra Gerolomini e Arco Felice e della realizzazione del nuovo tracciato in galleria passante per Pozzuoli, il Piano Comunale dei Trasporti del 1993 ha disposto la dismissione della stazione, quella di Pozzuoli (sostituita da un nuovo impianto sito in altra locazione) e dell'intero tracciato a binario unico situato nel centro puteolano.
La stazione ha di fatto chiuso i battenti il 24 dicembre 2024, in seguito all'apertura di una voragine di origine fognaria sotto i binari della vecchia stazione di Pozzuoli. La sua soppressione definitiva è avvenuta il 20 febbraio 2025 con l'entrata in funzione del nuovo tracciato. Il successivo 10 marzo sono iniziati i lavori di rimozione dei binari, che porteranno alla creazione di una nuova strada di collegamento che fungerà anche da via di fuga nell'ambito dell'emergenza bradisismica.